# =女=
『＝女＝』（おんな）は、1962年8月6日～1962年11月26日にNET（現：テレビ朝日）系列の『黒龍劇場』（化粧品メーカー・黒龍堂の一社提供）で放送された単発ドラマ。放送回数14回。放送時間は月曜22:00 - 22:30。

## スタッフ
- 演出：有馬康彦[1]、山内和郎[2]
- 音楽：宮内國郎[3]、木下忠司[2]

## 放送日程
| 話数 | 放送日   | サブタイトル      |
| ---- | -------- | ----------------- |
| 1    | 8月6日   | 白い対流          |
| 2    | 8月13日  | 二人の女          |
| 3    | 8月20日  | 禁断の花 前篇     |
| 4    | 8月27日  | 禁断の花 後篇     |
| 5    | 9月3日   | あざらしの女 前編 |
| 6    | 9月10日  | あざらしの女 後編 |
| 7    | 9月17日  | 雌しべの季節 前編 |
| 8    | 9月24日  | 雌しべの季節 後編 |
| 9    | 10月22日 | ほくろの女        |
| 10   | 10月29日 | 夜は泣かない      |
| 11   | 11月5日  | 寒い部屋          |
| 12   | 11月12日 | 装いの夜          |
| 13   | 11月19日 | 山燃ゆ            |
| 14   | 11月26日 | 女の跫音          |